# 太陽を盗んだ男
『太陽を盗んだ男』（たいようをぬすんだおとこ）は、1979年10月6日に公開された日本映画。沢田研二主演・長谷川和彦監督によるアクション映画。脚本は長谷川とレナード・シュレイダー。製作はキティ・フィルム、配給は東宝。音楽担当は作曲が井上堯之、編曲は星勝。

## 概要
「原爆を作って政府を脅迫する」という内容の日本映画。大掛かりなカーアクション、国会議事堂や皇居前、首都高速をはじめとしたゲリラ的なロケーション、シリアスで重い内容と、エネルギッシュな活劇要素が渾然となった作品である。
原子爆弾製造や皇居前バスジャックなど、当時としてもかなりきわどい内容。胎内被曝者でもある長谷川和彦監督の社会に対する辛辣なメッセージがエンターテインメントとして炸裂している。
公開時、数々の映画賞に輝いたが、本作は長らくカルト映画の位置付けで、発売されていたビデオも廃盤になるとレンタルビデオ店でも見つからず、視聴が困難な時期があり、『狂い咲きサンダーロード』との邦画2本立ては、1980年代の名画座の定番プログラムであった。　
しかし、年々一般的な評価を高め、『キネマ旬報』1999年「映画人が選んだオールタイムベスト100」日本映画篇では13位、2009年「オールタイム・ベスト映画遺産200（日本映画編）」〈日本映画史上ベストテン〉では歴代第7位に選ばれた。1970年代以降の作品としては、『仁義なき戦い』の第5位に次ぐものである。『キネマ旬報』2018年8月上旬号「1970年代日本映画ベスト・テン」では『仁義なき戦い』を逆転し、第1位に選ばれている。

## あらすじ
中学校の理科教師である城戸誠（沢田研二）は、日頃から遅刻を繰り返したり無気力な教師であった。
そんなある日、生徒たちを引率して原子力発電所の社会科見学を終えた時、突如として大量の火器を持つ老人にバスジャックされる。彼の要求は「ただちに皇居へ向かい、天皇陛下に会わせろ」。誠と生徒らを乗せたバスは一路、皇居へと向かう。
事件を解決すべく、丸の内警察署捜査一課の山下警部（菅原文太）らによる犯人確保と人質救出作戦が始まった。山下は誠と協力し、白旗を持って老人の前に向かう。生徒達を盾にしてバスを降りてきた老人を、山下は咄嗟に取り押さえる。そして狙撃犯により老人は射殺され、山下は自ら傷を負いながらも人質を救出してみせた。一連の出来事に誠はただ圧倒されるしかなかった。
それから誠は変わった。休み時間に学校のネットをよじ登る、授業は学級崩壊を気にせず延々と原子力や原爆の作り方についての講義を行う等の奇行が始まった。しかし、これは彼がこれから起こす犯罪のためのトレーニングだった。
ある日、誠は茨城県東海村の原子力発電所から液体プルトニウムを強奪し、アパートの自室で悪戦苦闘しつつも原爆を完成させた。そして、精製した金属プルトニウムの欠片を仕込んだダミー原爆を国会議事堂に置き日本政府を脅迫し、その交渉相手として山下警部を指名する。
誠の第1の要求は「プロ野球のナイターを試合の最後まで中継させろ」。電話を介しての山下との対決の結果、その夜の巨人対大洋戦は急遽完全中継される。快哉を叫ぶ誠は山下に「俺は『9番』」と名乗る。
第2の要求を何にするか思いつかずに迷う誠は、愛聴するラジオのDJ・ゼロこと沢井零子（池上季実子）を巻き込む。多数のリスナーも交えた公開リクエストの結果、誠の決めた第2の要求は「ローリング・ストーンズ日本公演」。これにも従わざるを得ない山下だったが、転機が訪れた。原爆製造のため借金したサラ金業者に返済を迫られた誠が、出した第3の要求「現金5億円」であった。山下は現金の受け渡しなら犯人は必ず現れると奮起する。電話での会話を好む、逆探知の時間を把握していてギリギリまで話す誠のクセを逆手に取り、電電公社に電話の逆探知時間を短縮させる罠を仕掛ける山下。その作戦は的中し、逆探知により誠が東急デパートの屋上公衆電話からかけていることが判明し、東急デパートの出入口を警察が封鎖する。初めて作戦が失敗した誠はトイレに駆け込むも歯茎から出血、突然の吐き気が襲うなど被曝の症状が進んでいる事を知り、動揺もあり封鎖を突破することが難しいと観念した誠は、山下に原爆のありかを教え、原爆のタイマー解除を交換条件として、持ってきていた5億円を屋上からばら撒くことと封鎖を解くことを指示する。一万円札が空から降ってきて大騒ぎになっている街の中を、誠は逃げ切ることに成功する。
原爆を回収した山下たちは、起爆装置を解除することに成功したが、解体までは作業が進んでいなかった。誠は原爆が保管されているビルを襲い原爆を奪取すると車で逃走、追跡する警察との激しいカーチェイスの末、零子が事故の巻き添えになる。誠は一時的な感情の落ち込みを見せるものの、無表情のまま再び原爆を組み上げるのであった。
ローリングストーンズ公演の日、ついに山下と誠は対峙する。ローリングストーンズの来日はもともと予定されておらず、観客に公演中止を告げてわざと暴動を起こさせ全員まとめて逮捕、その中から犯人を洗い出すという作戦であった。誠は山下を原爆を置いていたビルの屋上まで連れて行って銃で撃つが、銃弾を何発も身に受けながらも、山下は誠を道連れにしようと屋上から転落する。山下は全身を強打して殉職したものの、誠は電線や木の枝に引っかかって落ち、どうにか生き長らえる。
誠は被曝で弱った上に転落で負った怪我で流血が止まらないまま、原爆を持ちながら街を歩き、原爆の爆発音とともに映画は終わる。

## キャスト
- 城戸誠：沢田研二[注 6]
- 山下満州男警部：菅原文太
- 沢井零子（ゼロ）：池上季実子
- 田中警察庁長官：北村和夫
- 仲山総理大臣秘書：神山繁
- 市川博士：佐藤慶
- バスジャック犯・山崎留吉：伊藤雄之助（特別出演）
- 水島刑事：汐路章
- 里見刑事：市川好朗
- 石川刑事：石山雄大
- 佐々木刑事：森大河
- デパートの刑事：木樽仙三
- 田所刑事：中平哲仟
- 田中長官の部下・江川：江角英明
- ラジオプロデューサー・浅井：風間杜夫
- 電電公社技師：草薙幸二郎
- サラ金の係員：小松方正
- デパートの刑事：浜口竜哉
- モンタージュ係：五條博
- 本部の刑事：沢田情児
- 警視総監：久遠利三
- 巡査部長：高並功
- デパートの警官：奈辺悟
- 皇居の警官：幸英二
- 狙撃隊員：細川純一
- 皇居の警官：吉宮慎一
- デパートの刑事：宮城健太狼
- 本部の刑事：佐藤了一、賀川修嗣
- デパートの刑事：溝口拳
- 本部の刑事：森洋二
- 観光バスの運転手：谷口永伍
- 皇居の警官：大平忠行
- アパートの管理人：高山千草
- デパートの屋上の女：高橋ナナコ
- 街頭の公衆電話の女：森みどり
- 総監の側近：庄司三郎
- 皇居の警官：小見山玉樹
- デパートの刑事：小寺大介、柄沢英二
- 皇居の刑事：古屋哲
- 皇居の警官：麿のぼる
- 皇居の刑事：今村昭信
- 狙撃隊員：堀礼文、草薙良一、永井雅春
- 城戸の生徒：星一、井上裕季子、上田正雄、戸川京子、山添三千代、増田康好、岩本和弘、木島久司、鹿股裕司、香山リカ（子役）[注 7]、宮田啓之、坂本智一
- サラ金の男：西田敏行[3][37]
- 交番の警官：水谷豊[3]

- ニュースのアナウンサー：林美雄
- カースタント：三石千尋、大友千秋、マイク・スタントマン・チーム

## スタッフ
- 製作 - 山本又一朗
- プロデューサー - 伊地智啓
- 監督 - 長谷川和彦
- 原案 - レナード・シュレイダー
- 脚本 - レナード・シュレイダー・長谷川和彦
- 撮影 - 鈴木達夫[注 8]。
- 音楽プロデューサー - 多賀英典
- 音楽 - 井上尭之（作曲）、星勝（編曲）
- 選曲 - 小野寺修
- 美術 - 横尾嘉良
- 録音 - 紅谷愃一
- 照明 - 熊谷秀夫
- 編集 - 鈴木晄
- 助監督 - 相米慎二、高橋芳朗、矢野広成、榎戸耕、森安建雄
- 制作助手 - 黒沢清[注 9]
- 擬斗 - 西本良治郎（ジャパンアクションクラブ）
- 合成 - デン・フィルム・エフェクト
- 現像 - 東洋現像所
- 協力 - 東洋工業（現：マツダ）

## 制作の経緯

### 制作まで
キティ・フィルムの多賀英典社長は、本作及び、キティ・フィルムの設立は、長谷川和彦が黒澤満と伊地智啓を誘って、日活を離れて自分たちで映画を作りたいと僕の会社に来てくれたのが始まりと述べている。多賀はポリドールの音楽ディレクター・プロデューサーとして、小椋佳や井上陽水らを手がけ、独立してキティ・レコードを作ったが、自分の事業を展開していくにはどうしても映画が必要という目論見を持っていた。
山本又一朗プロデューサーは、多賀英典社長が出資し、プロデューサーが自分で、脚本が村上龍、監督が長谷川和彦という座組みで映画を創ろうと話し合っていたと述べている。座組みには長谷川の助監として相米慎二もいて、伊地智は「梁山泊みたいなヤバイところに来てしまった。こんな面子では映画は出来るわけはない」と思ったという。その通り畑違いの人間の集まりで上手くいかず、山本はグループを抜けて『ベルサイユのばら』の企画に移った。村上龍は長谷川のために5本の脚本を執筆した（その中には、後の小説『コインロッカー・ベイビーズ』の原型となったものもある）が、いずれも長谷川は却下した。
多賀は、「長谷川が村上龍を僕に紹介し、村上の脚本で行くとなっていたのですが、長谷川が全部ボツにしてレナード・シュレイダーと組んで『太陽を盗んだ男』をやることになったのです。最初は山本又一朗も関わっていたのですが、山本は途中で抜けて『ベルサイユのばら』の製作でフランスに行き、帰って来たところで、予算オーバーは僕が責任を持つからと『太陽を盗んだ男』の製作を進めさせました。結局、伊地智はプロデューサーからは外れて、実際のところは山本がプロデューサーになったんです」と証言している。

### 企画・脚本
一人になった長谷川は1977年春にアメリカに行って、レナード・シュレイダーと知り合い仲良くなった。お互いの生い立ちなどを話し、長谷川が広島の生まれで胎内被曝児であることなどを話すと、「それでお前のあだ名は"ゴジ（ゴジラ）"なのか」「いや、それはまた別の話だ」などの話をし、「そのうち一緒に仕事をしよう」と言って別れたが、あまり期待はしていなかった。シュレイダーは長谷川の生い立ちからインスピレーションを受け、また雑誌『アサシン』で個人でも原爆を作れるという記事を読み、それらからプロットを着想した。『アサシン』は「カストロの殺し方」みたいな特集を載せるバカフリークな雑誌だった。
1977年6月にシュレイダーが日本に来て、長谷川に「被爆者のお前が撮るべきだ。その方が世界に与えるインパクトが大きい」と言った。シュレイダーは「何でもない普通の青年が原爆を作って9番を名乗り、時の政府を脅迫する。その第一の要求は“テレビのナイター中継を最後まで放送しろ”で、最後に金をさらって女とブラジルあたりに逃げる」というプロットを長谷川に提示した。長谷川は「そのラストではせっかくの原爆のプロットが生きないので、原爆を作る過程で被爆させること」と提案したら、シュレイダーは明るく楽しい痛快アクション喜劇を目指していたため、「映画がヒットしない方向に走っている」と大反対した。大喧嘩になったが、娯楽映画だけでは駄目だと長谷川が押し切った。
またシュレイダーは9番と敵対する刑事を三波伸介か伴淳三郎のようなコミカルな人物像をイメージしていたが、「むしろ『野良犬』の三船敏郎が30年後に生き返ったような刑事にしてくれ。そういう男と男の対決のドラマにしてホモセクシュアルな関係になってもいいから、ある種の父殺しの話にしようじゃないか」と注文を出した。シュレイダーはドストエフスキーを彷彿とさせる脚本を書き上げ、当初は中学教師城戸が、何故犯罪を犯すのかの理由が必要だろうと、校長と喧嘩するとか、同僚の女教師とファックするとか色々デッサンはあった。高倉健が新幹線大爆破するには、それだけの理由があるが、長谷川がそれが映画をつまらなくしていると考えていたから、主人公の少年と家族の関係を全てカットし、他人に触れ合うシーンは全部切り、都会で孤独に生きる人物像として中学校の教師とした。脚本は完成するまでにさらに2年を要した。後に助監督として参加する相米慎二と制作進行の黒沢清も執筆に協力し、脚本作成に1年かけた。

### 制作決定
時期は不明だが、長谷川はフランスに滞在していた山本に「帰国したら一緒に映画を作りたい」という手紙と『笑う原爆』と題した脚本を送った。脚本は面白く、長谷川のライターとしての才能に感銘したが、電話帳二冊分くらい分厚く、製作費にも現実味がないと山本は断ったが、長谷川と助監督の相米慎二は帰国した山本の説得にあたり、ついに「破産するかもしれないが、賭けてみたい」と製作を決めた。山本としては「『太陽を盗んだ男』を日本で初めて外国に出せる現代劇にしたい」「1本目の『ベルサイユのばら』で果てせなかった夢を、2本目の本作でクオリティーの高い作品を作り、5年以内にハリウッドで映画を作りたい」という思いがあった。長谷川は「山本は最初は何者か知らなかった。彼は自分で作った会社を出てキティに身柄を預けていた。多賀社長をアシストする形だったんだけど、俺の方の企画がうまくいかない間に『ベルサイユのばら』を始めた。最初あいつに相談を受けたとき、また大ボラが始まったとしか思わなかったからね。パリにいるころから次は一緒にやろうと言ってきていたけど、どの程度の熱意があるのか分からなかったね」と、山本の話とはややニュアンスの違う話をしている。「企業内のプロデューサーは“それは無理だよ”ということから始まるけど、山本は“無理な方が面白いと”いうことから始まるから。俺もそのタイプだし、ああいうタイプのプロデューサーが出て欲しいと思う」などと話していた。バカバカしく分厚い台本には、多賀英典も腹をくくっていたという。製作費は3億7000万円で始まったが、スタート時から1億7000万円足りなかった。東宝が配給に決まったのは1978年暮れである。　

### タイトル
シュレイダーが送ってきた脚本第一稿のタイトルは、英語で「The Kid Who Robbed Japan」だったが、"Kid"にあたる良い日本語訳がなく、長谷川が『笑う原爆』と決めた。しかし東宝サイドが原爆をタイトルに使用することに難色を示したため、準備稿の段階では『日本 対 俺』という仮題で製作を進め、その後『プルトニウム・ラブ』『日本を盗んだ男』とタイトルが転々と変わり、最終的に長谷川自身が「太陽と原爆をオーバーラップさせる」と考えていたため、『太陽を盗んだ男』に決めた。太陽のエネルギーを持つ原爆と、日章旗すなわち日本という国家を指す。
従来、原爆を素材とした日本映画は必ず被害者の側に立っていたが、本作は加害者の側に立った上、スケールの大きなエンタテイメントに仕立てた不謹慎極まるものだった。主人公が原爆製造中に被爆するという設定は、実際に「胎内被爆児」である長谷川監督の発案である。撮影中に抗議に来たある活動団体に対して、自分の「特別被爆者手帳」を見せて説明し納得させたという。公開前のキャンペーンのテレビ番組で「ジュリーってゲンバクのように強〜イ男」という番組サブタイトルが抗議を受けた。

### キャスティング
プロデューサーの山本は、萩原健一を主役の中学教師役に想定していた。長谷川は警部のイメージを「不動明王のような鬼警部」を描いていたため、映画を志すきっかけになった高倉健に話を持って行ったら、高倉から「原爆を作る方をやりたい」と言われた。長谷川は原爆を作る中学教師はちゃらんぽらんな男として描きたかったため、高倉のイメージと合わず、結局高倉から断られた。録音の紅谷愃一は「健さんとやっていたら現場がうまくいかず、おそらく途中で問題になっていたと思う」と述べている。長谷川と菅原文太は以前から新宿ゴールデン街の飲み友だちで、長谷川からの出演依頼に菅原は「面白いじゃないか、やろうよ」と快諾した。長谷川は「文太さんは『トラック野郎シリーズ』をやってた頃だったから、他で弾けたい時期だったんじゃないか」と述べている。菅原から「主役にはジュリーなんかどうなの?」との提案を受け、長谷川は沢田に出演交渉を行うが、沢田のスケジュールが1年半先まで埋まっていて、その後1年待って、3か月スケジュールを空けさせて撮影した。また、当時の沢田のマネージャーが「ぜひ、沢田にこの映画をやらせたい」と言ってくれ、その熱意に押され1978年2月に渡辺プロダクション社長の渡辺晋に山本と長谷川、相米の3人で会いに行き、山本が渡辺晋に直談判して沢田の出演が決まった。しかし菅原と沢田のスケジュールを合わせるまで1年以上かかった。
しかし、公開当時の文献や、2001年発売されたDVD特典映像や『映画秘宝』での長谷川のインタビューでは、これとは全く違う話をしており、主役のキャスティングに難航して、無名の新人でいくしかないというところまで来たとき、助監督の一人が「ジュリーは駄目なんですか？」と言うから、「そうか沢田がいたか」と思って、長谷川が『悪魔のようなあいつ』で仕事をしたことがある沢田にすぐ連絡をしてその日のうちに会えた、脚本もまだ未完成の時期だったから、「1人で原爆を作った兄ちゃんがいて、テレビのナイター中継を最後まで見せろと脅迫する話だ」と説明したら、「原爆ってのが大きくて面白いですね」とすぐその場で出演をOKしてくれ、「日本で一番忙しい、超有名な新人を起用することになった」などと話している。
沢田は1978年9月号の『月刊平凡』で山口百恵と対談し、 沢田研二は来年3～4月に長谷川和彦と映画を撮るとの話をし、山口百恵と一緒にできればといった旨の話をしていた。
沢田は1978年夏に長谷川から話を聞いて、以降、役柄に合わせ、食事制限と体力作りを重ね役作りを行った。またこの映画のために1979年2月から4月まで、当時の自宅の近所にあった上北沢自動車学校に通い、自動車免許を取った。

### 演出
城戸が妊婦に化けて国会議事堂に潜入するシーンは、美形の沢田だったことから長谷川が思いついたアイデア。内容から撮影許可は降りないので、逮捕覚悟の隠し撮りである。沢田は「守衛さんは1人だったんだけど、最初『あれっ、あれっ』で顔をしていたんだけど、止めに入らないんで『オレいいのかな』と思いながら歩きました。撮り終わった瞬間、『それっ』ってスタッフたちが僕を連れ出して、逃げ帰ったんです(笑)」などと話している。
撮影当日は長谷川が助監督全員に背広ネクタイ着用を指示したが、背広姿の長谷川はヤクザ風、相米はクアラルンプールの赤軍の犯人みたいな風貌になり、かえって怪しまれた。沢田には「5分間頑張れ」と指示し、警官との押し問答を隠し撮りした。
沢田は振り返って、1982年のインタビューでは「『太陽を盗んだ男』はやっぱり入れ込んでたし、監督とウマが合ったっていうか..あのしつこさっていうか..もうゴリゴリ押してくるって感じの人だから、それに負けまいっていう感じが凄くよかったし、ほとんど出ずっぱりだったし、『やってるんだ！』という実感が強かったです。それで映画の面白味が分かってきたというか、映画もちゃんと演りたいと思ったのは『太陽を盗んだ男』からです」と語っている。
長谷川は「俺は沢田に新人のつもりで使うぞと頭から言った。沢田があそこまで自分を曝け出して頑張るとは思わなかった。俺の組であれだけやれば精神も肉体もボロボロだよ。4分の長撮りで17回のNG。時間と金が落ちるように使われた。NGの理由は自分の演技だけとなれば、それは耐えられないよ。あれ、最後は前後半に分割するかと提案したんだけど沢田が『もう1回だけ』と手をついたんだ。逆に俺が励まされたよ。沢田がNGを連発したのは警察に電話をかける長ぜりふのシーンだが、沢田自身はNGは50回以上だったと話している。
菅原文太は静の芝居が苦手な人で、長回しで時間が経つと肩やら足やら貧乏揺すりを始める。長谷川が「文太さん、それじゃあねえヤクザになるから。文太さんは警視庁の鬼警部なんだから、不動明王のようにボッーと立ってて下さい」と頼んでも、やっぱり貧乏揺すりをやるので、その都度「カーット！」をかける。菅原は「分かってる、分かってるんだけど」などと言い訳をする。何度やっても貧乏揺すりをやるので長谷川が遂にキレ「文太サー、また肩！」と言ってしまい、現場が凍り付いた。長谷川は「文太さん」と言ったつもりだったが、ベテランスタッフに呼び出され、「ゴジ、いくら何でも『文太サー』はさすがに態度デカいだろ」と怒られた。カメラの鈴木達夫は「菅原文太さんは非常に役者を可愛がる東映という独特の俳優システムで育って来た人ですから。そういう人がいきなり町場の映画に出てきて、本来なら一回演技すれば『ハーイ、オッケーでーす」みたいな世界でやってきて、それがいきなりテイク10とか行くわけですから。文太さん相当大変だったと思います。本当に文太さんはよく耐えてましたね」などと話している。この間までカチンコを叩いていた（助監督）ゴジに文句一つ言わない菅原にスタッフは「あれが本当のスターだよな。日活のスター連中に言ってやれよ」と感心していたという。長谷川は「文太さんにも無理を言った。ヤクザ映画の癖はいりません。凄むのも要らない。文太さんに文太さんらしさを出すなと言ったんだから、新人以下の扱いよ。あれほどのスターさんが『今の動きはヤーさん見たいになりましたね』とチンピラ監督に注意されるんだから、普通は帰ってしまうよ。文太さん『こんなキツイのは5年に1本でいいな』って言ってたから」などと話している。

### 撮影進行
スタート時から1億7000万円足りないという現実があり、撮影日数の問題もあったが、長谷川と山本は長い脚本を一切切らず全部撮ることにした。東宝とは2時間20分前後にするという契約のため、約1時間分は未使用となった。山本は「無駄の中に映画の魅力を拡げるものがある」という自身のプロデューサー判断と述べている。なお、最終的な制作費は3億9千万円、撮影期間は1979年4月25日より8月8日（撮影日数86日）、撮影使用フィルム17万フィート、19万フィート（約35時間分）となっている。これを1万3千フィートに編集。通常の日本映画の3～4倍のフィルムを使用した。
1979年4月25日クランクイン。トップスター沢田研二のスケジュールをここから7月まで、丸3ヵ月開けさせた。ナベプロからは「夏は絶対、歌の興行で全国を回りますから、7月で撮影を終えて下さい」と引導を渡された。この年の沢田の夏ツアーは、全国ツアー以外にもシンガポール公演を始め、外国人で初めての中国でのコンサートの予定があった。本来は1979年6月にクランクアップし、7月に仕上げる予定だった。録音技師の紅谷愃一は1979年8月4日から『復活の日』に参加が決まっていて、それに間に合う予定だった。いろいろな要素を盛り込み過ぎた脚本を長谷川が整理しきれないままクランクイン。大半の撮影が規模が大きく撮り切れない部分が積み重なった。長谷川は何かを見切れるまで撮影を続けるため、毎日徹夜。伊地智は文句を言い続けたが長谷川は唸るばかりでペースを上げず、脚本に書かれたことを一切カットせず、全部撮った。半分以上撮ったら監督の方が立場は強くなり、誰も長谷川を止められない。その分、相米慎二が伊地智啓に責められたが、長谷川は相米を子分のように思っているため、相米の意見など聞くわけない。予想通り7月で撮影は終わらず、沢田を一旦手放した。スケジュールがその段階でかなり混乱した。撮影遅延によりスタッフの契約期間は全員切れ、長谷川がイライラして怒鳴り散らしたりしたため、次の日から来なくなる者、次の現場に行く者も増えてきて、その間、スタッフ1人欠け、2人欠けで、8月後半に沢田抜きで高速道路の車の走りなどを撮ったが、長谷川だけでは撮り切れなくなった。このためチーフ助監の相米慎二が別班B班で、沢田がいなくても撮れそうないくつかのカットを沢田のそっくりさんを使って相米が撮った。沢田が現場に戻って来てくれたとき、助監督で残っていたのはチーフの相米だけになっていた。照明部も熊谷秀夫1人だけで、伊地智が弁当配りをやり、沢田のスケジュールは動かせないため、残った者で準備や撮影をやった。最後は米粒コツコツ拾う鶏みたいな現場になった。黒沢清は「撮影遅延が数週間なら珍しくないが、数ヵ月も遅れるというのは特殊な現場だった。その特殊な伝統が後に相米慎二さんに受け継がれていくんです」と話している。途中逃げだしたセカンド助監の榎戸耕は「『太陽を盗んだ男』だけは思い出したくない」と話していたという。このためノンクレジットの一番下っ端の製作進行でまだ学生だった黒沢清が助監督らを全部飛び越し、B班のプロデューサーになっていた。黒沢はプロデューサーということで数10万、数百万のお金を預けられ、僕が逃げたらどうするつもりなのかなと考えたという。黒沢は当時、立教大学四年で、撮影が長くかかり、大学に戻ったときは五年生になってしまい、同級生は皆卒業して自然と就職する機会を失い、長谷川から「次も手伝ってくれ」と言われ、ズルズルと映画界入りした。本作のチーフ助監督だった相米慎二が、薬師丸ひろ子主演の『翔んだカップル』で監督デビューすることになり、本作の演出部が、みんな『翔んだカップル』相米組に就き、黒沢は「僕も『翔んだカップル』に就きたいなあ」と思ったらから「お前はダメだ。お前が就いたら長谷川が一人ぼっちになるじゃないか」と言われ、黒沢一人だけ長谷川の付き人みたいになった。黒沢は「長谷川和彦が次に撮るとき助監督なんだ」と言い聞かせ、今日まで来ているという。黒沢がディレクターズ・カンパニーに参加したのはこれが切っ掛け。黒沢は「長谷川さんがガンガン撮っていたら、僕の人生は変わっていたかもしれません。相米さんの助監督をずっとやるようになっていたら、また人生変わっていたかもしれませんけど。相米組にも1本しか入れず、長谷川組に回されてしまったので、今日の僕になっていったという変な偶然があるんです」などと述べている。
1979年9月初めクランクアップ。撮影だけで2ヵ月予定が4ヵ月かかった。

### 撮影詳細
- 撮影の鈴木達夫の提案で、カメラにフィルターを付けて全シーン撮影した[23]。沢田研二の原爆製造のシーンではパープル→グリーン→白で燃え尽きるイメージを演出した。池上季実子の登場シーンではピンクと、イメージに合わせた着色を行い、本作は実験映画としての側面もある[23]。
- 冒頭のバスジャックのクライマックスについて長谷川は「皇居前広場に無許可で忍び込んで一発撮りした、いわばゲリラ撮影だった」、「思ったよりバスの速度が出なかったため突撃とならず、皇居係員ものんびり誘導に出てきた程」、「仕方がないのでコマを抜いて速く見せた」と話している[17][55][67]。撮影地は坂下門前[68]。当然登場する皇居警察は実物[69]。逮捕される可能性が高いだろうということで撮影は最後にまわし、撮影後は留置所かもしれないと覚悟してスタッフは皆歯ブラシや手ぬぐいを持参して撮影に挑んだ[44][54]。これら端から許可が降りる可能性が0のところは、ヘタに撮影交渉をしたら目を付けられるため、最初から盗み撮りを決めていた[54]。バス内部のシーンや皇居の堀に向かって手榴弾を投げるシーンなどは、よみうりランドに作ったセット撮影である[67]。
- 首都高でのカーチェイスも許可が下りる見通しが立たなかったためオール無許可[9]。スタッフが撮影箇所の後方で、わざと4台の自動車をノロノロ運転で走り、一般の自動車が前に行かさないようにして撮影[23]、東京のど真ん中でカーチェイスを繰り広げた[9][23]。製作担当は延べ2、30名検挙されているという[55]。予告編でも見られる湾岸での大型トレーラの上のジャンプやトレーラ下の潜り抜けは、三石千尋率いる「マイクスタントマンチーム」によるもの[23][60]。劇中では、マツダ（当時は東洋工業）の協力により、沢田演じる誠がサバンナRX-7[9]、菅原演じる山下がコスモAPを使用[9][注 10]。スーパーカーブームの終盤に登場した発売されたばかりの国産スポーツカー・RX-7をズタボロになるまで酷使[6]。カーチェイスは何日もかけて撮影したもので、ドライバーが疲れて、25台の約束が5台しか来なかったこともあった[23]。苦労して撮ったカースタントだったが、長谷川がロスのFilmexに持って行って見せたら、ハリウッドの映画人から「なかなか面白い映画だと思うが、どうしてあんなC級カーアクションをラストにくっつけたんだ」と言われた[23]。当時のハリウッド映画のレベルから見ればそう見えたものだが、長谷川は悔しくて「俺はC級カーアクションが好きなんだ！」と開き直った[23]。
- 森達也は同じ大学の映研に所属していた黒沢清に頼まれ、本作の渋谷ロケに参加したが、映り込んでいるカットは一瞬。アップも撮られたのに短い台詞とともにすべてカットされていたという[18]。
- 日本橋（劇中は渋谷の設定[3]）のビルからの一万円札撒きや、国会議事堂前、国会議事堂裏口のゲリラ撮影は、相米慎二のB班が「逮捕され要員」として待機させられた[17][注 11]。長谷川が「偽札をばらまくシーンで、下からビルを見上げるカットを撮りたい」と言ったため、大学生だった黒沢清が偽札を製造し、逮捕された[70]、警察の取り調べで「誰の指示か」と迫られたが、「僕です」と言い張り、その後、制作部の偉い人が引き取りに来てくれた[70]。
- ラジオDJ役の池上が放送を行う特設ラジオブースは、新宿副都心の高層ビルの間にプラスチックでドームを作った[71]。中は冷房がなく、真夏の炎天下で摂氏50度とサウナのような状況[72]。セリフが10ページで、長ゼリフのリハが20～30回あり、テストのたびに変更する[72]。汗はダラダラ止まらず、いざ本番のとき、長谷川がまた一行だけセリフを変えた[71]。池上は長谷川を恨んだ。沢田と菅原との絡みはスケジュールが合わず、夜中の3時から撮影開始して、徹夜で翌日の夜中の3時までの撮影もあり、池上は「スケジュールがきつくてきつくて、もう本当に死にそうで、倒れそうだった」「くたびれた顔をしてるから顔のアップは拒否した」などと話している[71]。
- 山下がヘリコプターから地上に落ちるシーンでは、スタントマンは安全面から2メートルを希望したが、長谷川は迫力を出すため5メートルを主張、さらに撮影時にはヘリコプターは7～10メートルまで上昇している。東京湾のヘドロに落下したスタントマンは、完成フィルムを見て自分の飛び降りたあまりの高さに驚き「嘘だろ！ 冗談でしょ！」と顔面を引きつらせたという[73]。結局、スタントマンは骨折したといわれる[6]。
- 東京湾にはさらに2人飛び込んでいる[71]。当時の東京湾は非常に汚かった[72]。池上季実子は現場に到着するなり、長谷川から「池上さんが東京湾に放り込まれるシーンから撮影する」と言われ仰天した。どうしても水に飛び込むようなシーンが必要な場合でも通常最後にするのが普通[74]。長谷川は「濡れると困るので、ぶっつけ本番だ」と言ったため[31]、池上のマネージャーが「死んだらどうするんですか！」とブチ切れた[72]。池上のマネージャーと監督、スタッフとの緊急討論が持たれ、その結果、「(1)リハーサルで助監督が飛び込んで安全を確認する (2)すぐ近くに風呂を用意する」という妥協案でまとまり、池上もヘドロいっぱいの東京湾に飛び込んだという[31][72][74]。池上の要望通り、テストで飛び込んだ助監は「これは無理です」と言った[31]。池上は「下に岩があったらアウトでしょ。だから先に海に入ってチェックしてもらって、それでやったのね。海の中で目を開けたら目の前にヘドロがあってね。その後は目を瞑ってたけどかなり沈んだみたい」などと話している[71]。すぐに風呂に入ったが、臭いも汚れも落ちなかったという[72]。後年、「スタントなしで当時の東京湾に飛び込んだのは、今では20歳の貴重な思い出になっている」と池上は話している[74]。池上は「『太陽を盗んだ男』の現場は無茶苦茶でしたよ」と述べ[31]、撮影所で3日間、徹夜の撮影もあった[31]、助監が5人くらい逃げたり、プロデューサーが留置場に入ったりして撮影が進まず、待ちの時間が多くなり、共演者と話す時間がたくさんあったという[72]。
- 猫がプルトニウムを食べて死ぬシーンは、業者から「（殺しても代わりは）何匹もいますから」と言われたが、長谷川は猫を殺すのがどうしても嫌で、第2班監督の相米に「絶対に殺さずに死んだように見せろ」と命令し、相米はフィルムを何百フィートも回し、最終的にはマタタビを使って撮ったという[55][75]。
- 沢田は「ボツになったシーンはいっぱいあります。小学校のプールにプルトニウムを撒くシーンとかも撮影したんだけど、想像するだけに替わっています。山本プロデューサーとゴジさんが『それをやると劇場で掛からないんだよ！』とか派手にやり合ってました。ラストのビル（科学技術館）の屋上シーンは全シーン撮り直したんですよ。『どこが悪かったんだろう？』と思いましたけど(笑)」などと話している[59]。
- クライマックスで菅原が沢田を羽交い締めして落下して殉職するシーンは、千葉真一率いるジャパンアクションクラブ (JAC)の協力を仰ぎ[60]、本番は北の丸公園で行われ[60][76]、菅原はスタント？だが、沢田は自身で演じ、3度高いイチョウの木から落下し、イチョウの大木が折れた[60]。落下直前の菅原のセリフは、ホンでは「さあ、死ぬぞ9番」だったが、菅原から長谷川に「行くぞ9番」に変更していいかと申し出があった[53]。長谷川も最初は「行くぞ9番」と書いていたが、それだと一緒にあの世に行くと伝えるのが難しく、ホモセクシャルな匂いも強くなり過ぎと感じ、「死ぬぞ9番」に変更していたため、菅原からの提案に「映画一本撮る間に1回あるかないかの至福のひとときだった」と述べている[53]。
- 製作費用がどんどん膨れ上がり、プロデューサーの山本は途中で「これは破産するな」と思った。そこで山本は確実にヒットが見込める映画を並行して作り、その金を本作に充てようと考えた。そこで目を付けたのが、いしいひさいちの漫画『がんばれ!!タブチくん!!』だった[11][40]。結局アニメ映画『がんばれ!!タブチくん!!』は大ヒットを記録し、2本の続編が作られた。後に山本は「『がんばれ!!タブチくん!!』がなかったら、『太陽を盗んだ男』の製作で僕は億を超える負債を背負い込み、立ち上がれなかったかも知れない」と述べている[11][40]。

## エピソード
- 政府を脅迫する主人公の要求が政治性のないものばかりな点について、長谷川は「1979年ですから、ジュリーに言わせてる台詞でも『わたしは過激派なんかじゃないわよ』という感じで、過激派は地に落ちているころだから、そんな要求を出せる元気があるやつはいないんだ。逆に、過激派のように徒党を組まないでもこの兄ちゃんは一人でタイマン張ってるぜ、みたいなということが自慢だったわけでね。」と説明している[77]。他方で「天皇に直訴する」という老バスジャック犯の姿を描くことで当時の「しらけ世代」と旧世代のギャップを強調した[78]。
- 第一の要求であるナイター中継の延長放送は、当時としては珍しく、中継時間の延長[注 12]が行われるようになったのは1980年代以降である。1990年代にはBS・CS放送の普及で、野球を試合開始から終了まで中継する例が増えていった。
- 第二の要求である「ローリング・ストーンズ日本公演」は、劇中でも触れられているように、1973年に一度中止されており[17][79]、ようやく1990年になってから実現した。
- 主人公が原爆完成の嬉しさのあまり、ガイガーカウンターをマイク代わりにしてはしゃぐ名シーンは[80]、沢田のアドリブだという[23]。ボブ・マーリーの曲にあわせて踊り回るが、撮影時まだ楽曲提供に関する問題をクリアしていなかった。長谷川はいいシーンが撮れたのでカットしたくはなかったが、予算は限られている。そんな時、たまたま撮影を見学に来た内田裕也に事情を相談したところ、二つ返事でレコード会社との交渉を買って出た[81]。レコード会社は曲の宣伝として楽曲の使用を認めた。
- 序盤のバスジャックシーンで、伊藤雄之助演じるバスジャック犯が持っている九六式軽機関銃（モデルガン）が、マガジンが挿さっていない状態になっており、そのまま乱射するなどのミスが発生している。
- 映像には1979年夏公開の『スーパーマン』の看板がある当時の新宿の風景や、「原爆があったらどうする」という質問に対する若者の生の声などがあり、今となっては1979年初夏の東京の街・若者に対するリアルな記録として見ることができる。

## 興行成績
本作は全国157館で、鳴り物入りで封切られたが、都市部で大入りしたものの、地方では惨敗で、全国で見ると興行的には成功をみなかった。小中和哉は「高校の時に見てすごく感激して、映画館にも2回行きましたけど、お客さんはあまり入ってなかった」と証言している。『キネマ旬報』1980年2月下旬号には「キティ・フィルムは再起不能なのではないか」と書かれている。

## 受賞・選出
- 第53回キネマ旬報ベスト・テン
  - 日本映画ベスト・テン第2位
  - 読者選出日本映画ベスト・テン第1位
- 第34回毎日映画コンクール 監督賞（長谷川和彦）
- 第4回報知映画賞 作品賞、主演男優賞（沢田研二）
- 映画芸術誌ベストテン第3位
- 第1回ヨコハマ映画祭　作品賞、監督賞[83]
- 第3回日本アカデミー賞最優秀助演男優賞（菅原文太）
- 2009年度キネマ旬報 オールタイムベスト映画遺産200(日本映画篇)＜日本映画史上ベストテン＞第7位[32][33]
- 2018年8月上旬号キネマ旬報＜1970年代日本映画ベスト・テン＞第1位[35]
- 2020年、英国映画協会選出、1925～2019年の優れた日本映画95本[29]

## 評価
- 映画評論家の轟夕起夫は自著で「振り返ると1979年とは、日本映画史上とても重要な年であったと思う。というのも、今後語り継がれてゆくであろう活劇ムービー、『太陽を盗んだ男』と『ルパン三世 カリオストロの城』が公開された年だからだ」「一部に熱烈に評価されたものの"79年" は決して恵まれた興行成績を得られなかったこの二作。しかし歴史は自らの誤りを認め、改めて審判を下し直し、時を経るにつれ、どちらもオールタイムベストの常連となった」などと述べている[84]。
- 映画評論家の樋口尚文は1997年5月の『朝日新聞』夕刊の連載企画「わが青春のヒーロー」に本作の主人公「城戸誠」をとりあげ、作品愛を語っているが、（「しらけ世代」参照）、さらに著作『『砂の器』と『日本沈没』1970年代日本の超大作映画』（筑摩書房 2004年）で一章を割いて『太陽を盗んだ男』を詳細に分析、「メディア漬けの消費社会が生む劇場型の少年犯罪やカルト教団の暴走などが現実のものとなった1990年代半ば以降、本作の先取りした人間像や世界観は、よりわれわれ自身に近いものに感じられるようになったのではないか」「本作は古びるどころか、むしろ『現在的な映画』であり続ける」などと激賞している[49]。
- 本作助監督の相米は、映画の評判がいくら良くても、子供に受けなかったのでヒットしなかったと答えている[85]。
- 映画ジャーナリストの大高宏雄は、『太陽を盗んだ男』のような映画[注 13]を興業的に成功させるには、その映画のクオリティだけでは不十分で、角川映画のような商業主義的な大量宣伝も必要だったとしている[86]。
- 1979年10月にアメリカの映画監督であるマーティン・スコセッシが妻であるイザベラ・ロッセリーニのカネボウの仕事を兼ね、密かに新婚旅行で来日した[87]。ロッセリーニの仕事は北海道だったが[87]、スコセッシ監督が「プライベートな旅行ですが、この機会に日本映画を一本観て、その監督と話をしたい」と言っていると白井佳夫に連絡があり[87]、白井は上映中だった『太陽を盗んだ男』を薦め、マーティン・スコセッシと長谷川和彦の対談が東京でセッティングされた[87]。スコセッシは『太陽を盗んだ男』について「すごいタイトルですね。まず、それが気に入りました。自分の作品のタイトルは、いつも気に入っていませんので。私は今、ニューヨークで『レイジング・ブル』を撮影中なのですが、やがてそれが上映されるであろう日本で、それを見てくれる観客のフィーリングを探ろうというのも来日目的の一つでした。『太陽を盗んだ男』を見ることで分かった気もするし、ニューヨークに帰って自分の映画を撮り続ける上の大きな刺激を受けました」と話した[87]。
- 塩田時敏は「日本最高の反核映画」と評価している[88]。
- 【ジュリー】評論家・山田五郎は「ジュリー映画の最高峰」と評している[76]。
- 矢部史郎は「『太陽を盗んだ男』は、アメリカ人が脚本を手掛け、日本人が監督を手掛けた原爆映画です。ここでは広島・長崎の戦火もビキニ環礁の水爆実験も登場しません。この作品は、原爆について語られてきた日本固有の文脈からいったん離れて、ユニバーサルな視点で原爆を捉えなおそうという試みだったと言えます」などと論じている[89]。
- 鈴木一誌は「物語の過程で明らかになっていくのは、国家が最も恐れるのは、原子爆弾の存在そのものよりも『原子爆弾を造った人間がいる』という情報で、ここに権威に対する宣言としての暴力を感じる」などと論じている[90]。
- 相原斎は『バービー』『オッペンハイマー』騒動が、一種ナショナリズム的批判で盛り上がってしまった2023年に本作を「日米間の拭いがたいギャップを乗り越え、独特の視点から原爆の恐ろしさを印象づけて映画史に異彩を放っている。原爆映画の日米ギャップを突き破った奇跡的映画」と評し、「がむしゃらとも言えるスタッフ、キャストの熱量と奇跡が重なって完成に至ったこの作品は高いエンタメ性の一方で、原子力発電所の危険性も示唆し、核の脅威を他にない視点で印象づけることなった…日米間にあるような視点の違いを克服して、原爆の恐ろしさを広げるためのヒントが、44年前のこの作品にあるような気がしてなりません」と論じた[11]。
- 君塚良一は「大学生の時、『太陽を盗んだ男』が突発的に現れたことに驚き、カーチェイスや銃撃戦に酔い、テーマにゾッとし、こんな作品をもっと観たいと思った。改めて観返すと不思議と『シュリ』に似ていることに驚く。若い才能によって突然誕生したこと、刑事が犯罪者を追う犯罪ものであること、犯罪者の心情を克明に描いていること、首都のロケが多用されていること、スタントに力を入れたアクションものであること、そして自国の歴史をベースに据え、エンタテインメントに反転させようと目論んでいることだ。などと論じている[91]。
- 西川美和は「当時の映画の現場は体制への反逆者、社会不適合者の溜まり場であり、『法律、警察、なんぼのもんじゃい』という気概で作られていたのだろう。善悪の彼岸から催涙弾を投げ込まれるような異様な人間観が、教師や世論が諭すのとは別の世界に人を連れて行く」[21]「『七人の侍』や『太陽を盗んだ男』や『仁義なき戦い』や『新幹線大爆破』みたいな、めちゃめちゃなことをして作った、めちゃめちゃな迫力の映画を観て打ちのめされて、映画の世界に入って来たスタッフは、もう二度とそのような興奮には出会えないことを覚悟してもらわなければなりません」などと論じている[92]。

### 後世への影響
本作はその前衛的な作風から、後進のクリエイターにも大きな影響を与えている。
- 松坂桃李と中村倫也の対談で、中村が好きな映画に本作を挙げており、特に沢田の芝居やラストの菅原演じる刑事の描写を絶賛した[94]。中村は「年間100本くらい映画を観ていた高校時代にハマった作品。作品にあふれる訳のわからないパワーに憧れます」と話している[95]。
- V6の岡田准一は映画雑誌のインタビューで好きな映画に本作を挙げており、「見ていて映画を作っている、作り手たちの苦労などが伝わるくらいのパワーを感じる」というコメントをした[96]。
- 2009年6月公開のアニメーション映画『ヱヴァンゲリヲン新劇場版:破』にて、伊吹マヤの通勤シーンに本作のBGM「YAMASHITA」が使用された（同作品のサウンドトラックにも収録）。同作に絵コンテで参加している樋口真嗣は本作を自身が選ぶ映画ベスト3の一つとして挙げており[93]、また上記のようにDVDの特典にも参加している[23]。
- テレビアニメ『ドキドキ!プリキュア』に登場する城戸先生は、本作に登場する城戸がモデルである[28][97]。
- アニメ監督・矢部史郎は「『太陽を盗んだ男』は20年来、常に僕の好きな映画のトップに居座っている。藤津亮太さんから朝日カルチャーセンターでアニメのコーナーをいただいたときも、『太陽を盗んだ男』についてだけ喋ったくらい。アニメ関係者のなかにもファンは多いと思います…僕がシビれちゃったのは、全編から伝わって来る『やったれ感』みたいな感覚。違う言い方をすると『これを撮らずしてどうする?』みたいな感じかな。この感覚は今でもあって、僕の監督の指針にもなっている」などと本作から多くを学んだと述べ、『世紀末オカルト学院』2話や『僕だけがいない街』に本作のオマージュを取り入れているという[98]。
- アニメ監督の渡辺信一郎は『映画秘宝』のインタビュー本で、ドン・シーゲル『ダーティハリー』とロバート・クローズ『燃えよドラゴン』を別格の2本とした上で自身のベスト10（「禍々しい映画」10本）として本作を入れている[99]。渡辺原案・監督による『残響のテロル』は本作へのオマージュという見方もある[98][100]。
- 押見修造の漫画『惡の華』のテレビアニメ化にあたり、押見は監督の長濱博史から「この作品がやりたいことってつまり『太陽を盗んだ男』でしょって言われて。僕としてはそれだけで、監督が『惡の華』を正しい方向に導いてくれるって確信を持ちました」と話している[101]。
- 丸茂ジュンは作家になると決めたばかりのとき、ポルノを書こうと決めていたが、どうやって書いたらいいか分からず。本作を観て「これだ!発想がすごい全然定石じゃない、こんなに自由にやっていいんだ、ここまでムチャクチャやってもいいんだと背中を押された感じがして、それで『痴女伝説』が書けた。『太陽を盗んだ男』がなければ今の私はない」などと話している[102]。
- 児玉裕一が演出を担当したBase Ball Bear「ELECTRIC SUMMER」のミュージック・ビデオは本作からのインスピレーションで、"太陽を盗んだ少女"という設定を考えて製作したという[103]。本作ラストのロケ地である九段下の科学技術館屋上で撮影された。
- 水道橋博士は本作を見て映画の虜になり、将来は長谷川かビートたけしのどちらかに弟子入りしようと考えていた[104][105]。1982年に大林宣彦監督の『転校生』が封切りの際、渋谷松竹に観に行ったら、斜め横の席に長谷川がいて、声をかけようか、かけぬべきか、ものすごく悩んだ末にかけなかった[105]。結果的にビートたけしに弟子入りして良かったと話している[104][105]。
- TBSディレクターの土井裕泰は、最も影響を受けた映画として本作を挙げている[106]。
- 秋元康、江頭2:50、大槻ケンヂ、大根仁、タナダユキ、寺島進、永瀬正敏、三浦大輔、峯田和伸（銀杏BOYZ）、吉田豪らが本作を「好きな映画」として挙げている[23][107][108][109]。秋元康は2005年の『着信アリ2』公開時の『キネマ旬報』のインタビューで「僕は『太陽を盗んだ男』が大好きなんですが、『着信アリ』のようなエンターテインメントを当てたら、御褒美で『太陽を盗んだ男2』を作ってもいいのかなと思う」などと述べていた[110]。寺島は「長谷川監督ほんとすげーよ！映画撮ってくれねえかなあ。おれ、すっごい出たいんだけど」と述べている[111]。2014年7月にPARCO劇場で上演された三浦大輔作・演出、峯田和伸（銀杏BOYZ）主演の『母に欲す』は、2人の好きな『太陽を盗んだ男』にインスピレーションを得て創作されたという[112]。
- 2018年秋期に日本テレビ系で放送された新垣結衣・松田龍平の主演ドラマ『獣になれない私たち』第7話で、二人の行きつけのクラフトビールバーで、松田演じる根元恒星が新垣演じる深海晶に『太陽を盗んだ男』をレクチャーするシーンがある[113]。
- 中国放送のアナウンサー・横山雄二が、2022年に監督した『愚か者のブルース』は長谷川をモデルに着想したという[16]。
- 初公開時に観たという大槻ケンヂは、TBSラジオの深夜放送『林美雄のパックインミュージック』で一押ししていたから観に行ったと話している[8][114]。大槻は見どころだらけの傑作の中でも、個人的に沢田と科学技術館屋上で対峙するシーンでの菅原文太のセリフ「ろうりぐすとおんずなど来おおん！」がインパクト絶大で白眉だったと断言している[8]。3.11のあと『映画秘宝』編集部から「励ましの映画」を推薦してくれと言われ、本作を推薦したが却下されたというエピソードを町山智浩との対談で披露した[114]。

## 映像ソフト・配信状況
2001年9月21日にはアミューズソフト販売（発売元：アミューズピクチャーズ／現：ショウゲート）からニューマスター使用のVHSビデオと、DVDで「ULTIMATE PREMIUM EDITION」がリリースされた。DVDには特典映像として『11PM』（読売テレビ制作）による本作の特集番組や、長谷川の友人でもある上田正樹が本作のロケ地を案内する特別番組、本作のファンを自認する永瀬正敏と樋口真嗣と長谷川との対談動画などが収録された。2006年に特典映像なしのDVDが再リリースされた。なお、音響はDVD化にあたって、ドルビーデジタル5.1chにリミックスしている（公開当時はドルビーモノラル）。
2024年現在、ブルーレイ版は未発売。サブスクリプションではNetflixでの配信を皮切りにiTunesでも販売されているほか、Huluでも配信されていた。U-NEXTでは2021年3月12日から配信中。Amazon Prime Video でも見放題で配信中。

## テレビ放映
地上波では公開から4年後の1983年10月6日（木曜日）にテレビ朝日にてテレビ初放送（一部カットされたシーンもあり）。
その後、1991年11月9日（土曜日）にNHKBSで「沢田研二スペシャル ―ジュリー・オン・スクリーン―」と銘打ち放送。